# It Gets Better项目
It Gets Better（一切會好起来）是一个由美国男同志作家丹·萨维奇 (Dan Savage) 以及他的丈夫泰利·米勒 (Terry Miller)以互联网为平台创立的一个项目。工程始于2010年9月21日，在此之前，包括Billy Lucas在内的一些青少年在被欺凌后自杀，这些青少年有的是同性恋，而有的则是被同龄人认为是“同性恋”，例如Raymond Chase、Tyler Clementi、Ryan Halligan、Asher Brown以及Seth Walsh。这个项目便是对此事件的回应，它的目标是通过让成年同性恋者向LGBT青少年传达“一切正好起来”的信息来预防此类自杀事件的再次发生。这个项目发展得极为迅猛：在第一周成年同性恋者就上传了超过200段视频，而在第二周，这个项目的YouTube频道就已经达到了650段视频的上传限制。如今这个项目的活动在其自己的网站——It Gets Better Project上进行。网站已收录了22,000段来自不同性取向人士的视频或言论，这其中不少是社会名流。一本该项目编纂的语录已于2011年3月发行。
2010年10月，同志你好行动网络与同志亦凡人中文站合作，开始翻译制作部分It Gets Better项目视频的中文字幕版本。

## 历史

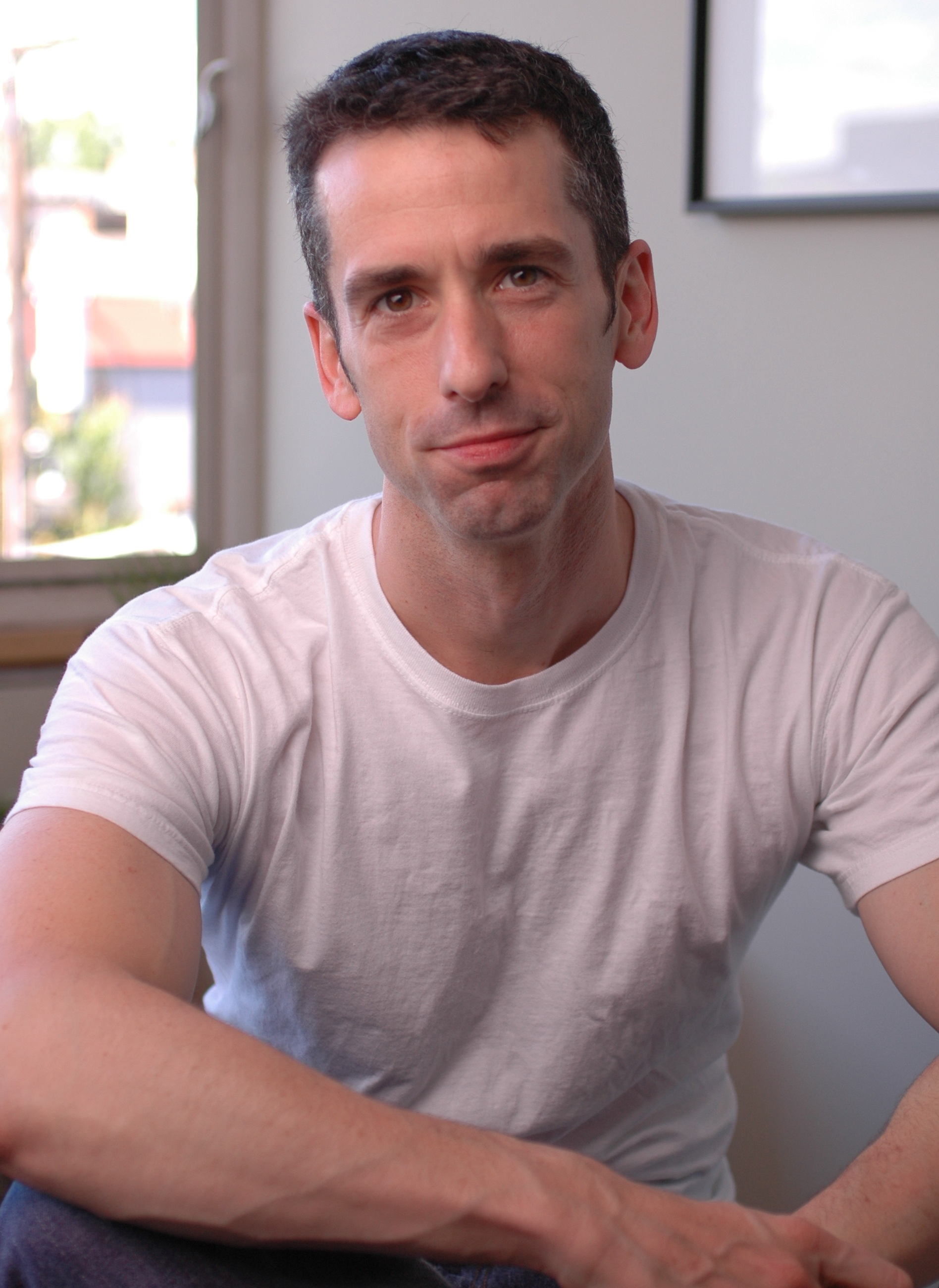
Dan Savage (2005)

Savage对于项目的创立，曾写下这样一段话：“我希望我曾花上五分钟与这些孩子们谈谈。我希望我曾告诉Billy一切正好起来。我希望我曾让他了解，无论情况怎样糟糕，无论他怎样孤立无援，一切正好起来。”
这个项目现在以501(c)条款中慈善组织的形式运作。

## 延伸閱讀
- Stelter, Brian. . The New York Times. October 18, 2010  [2010-10-19]. （原始内容存档于2010-10-21）.

## 外部連結
- It Gets Better Project website
- It Gets Better（页面存档备份，存于） on YouTube
- It Gets Better （页面存档备份，存于） on Facebook
- Dan Savage's Message to Gay Youth: 'It Gets Better' （页面存档备份，存于）, interview on All Things Considered
- It Gets Better page at whitehouse.gov